# Саарти Бартман

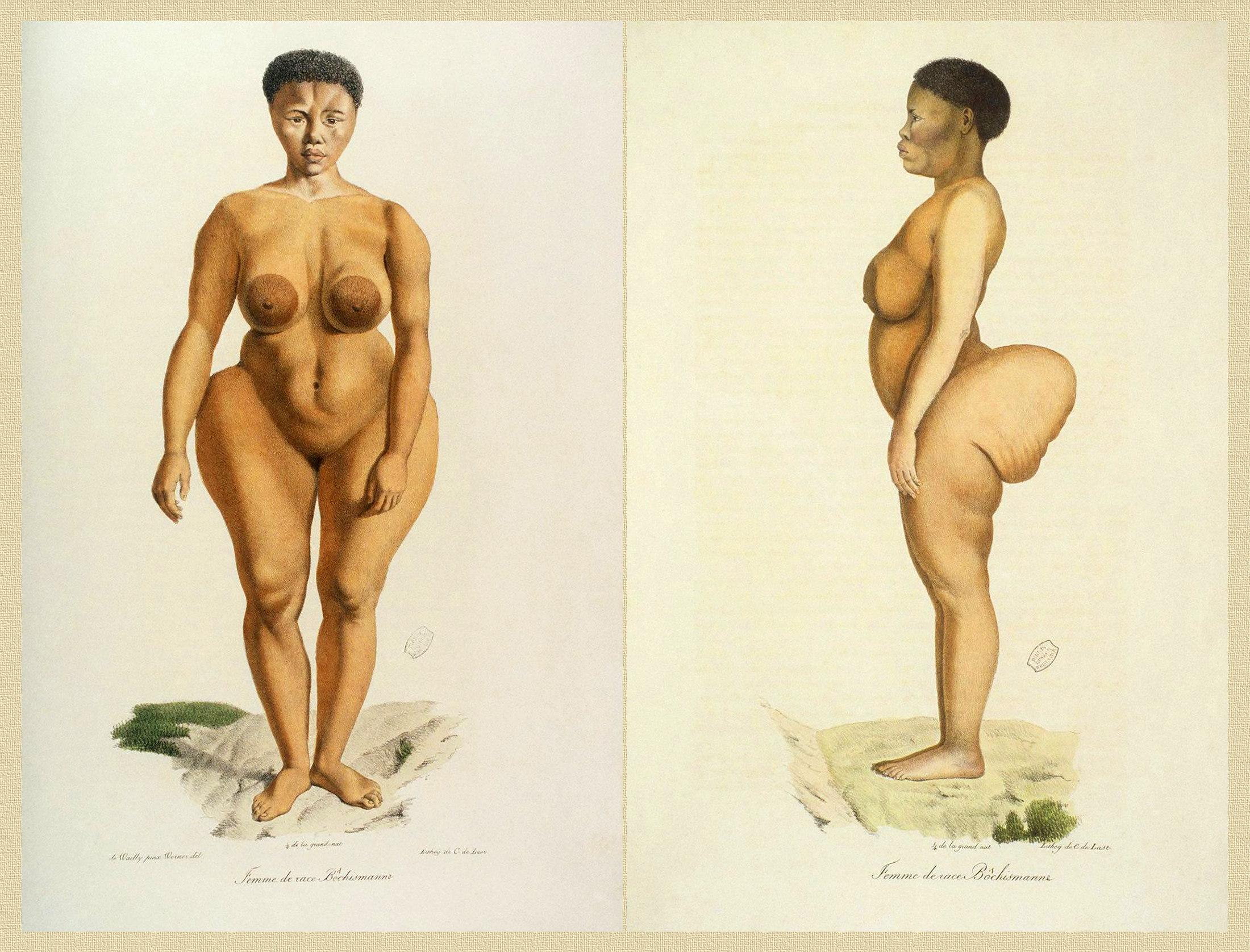
Sarah Saartjie Baartman

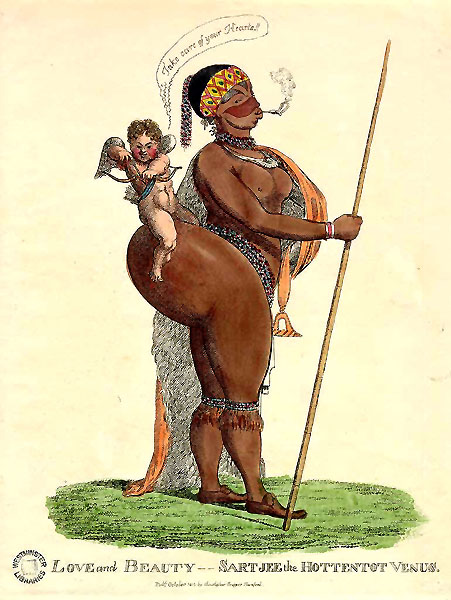
Карикатура на Баартман начала XIX века

Саарти Баартман (около 1790 — 29 декабря 1815) — женщина из африканского народа кой-коин, привезённая в Европу из Южной Африки в начале XIX века и выставлявшаяся в паноптикумах на показ публике как диковинка из-за её больших выпирающих ягодиц и ярко выраженных половых органов. С этих показов берёт своё начало практика создания человеческих зоопарков — вида развлечения толпы в XIX — первой половине XX века, демонстрировавшего людей «неевропейских» рас в их естественном виде. В рекламных листовках Саарти обычно именовалась «готтентотской Венерой» (по аналогии с Венерой, древнеримской богиней красоты и любви).

## Биография
Точная дата рождения и имя при рождении Саарти Баартман неизвестны. Она родилась в готтентотской семье вблизи реки Гампус на территории современной Восточно-Капской провинции ЮАР. Она была захвачена белыми в результате рейда бурских коммандос, которые убили её родителей, а саму её обратили в рабство. Ей было дано имя Сара, но называли её уменьшительной формой — «Саарти», на языке африкаанс такое имя может одновременно использоваться как ласкательное, так и презрительное. Она была рабыней в семье богатых бурских фермеров в Кейптауне, пока брат её хозяина, Хендрик Цезарь, по совету посетившего ферму британского хирурга Уильяма Данлопа, который и заметил необычные особенности тела Саарти, не предложил ей поехать в Англию, уверяя, что там она сможет стать богатой. Лорд Каледон, губернатор Капской колонии, дал своё согласие на поездку, но позже пожалел об этом, узнав об истинных её причинах.
В 1810 году Саарти была привезена в Лондон и демонстрировалась за деньги в обнажённом виде горожанам, привлечённым необычными для европейцев особенностями строения её тела (выпирающие ягодицы — стеатопигия, а также удлинённые малые половые губы). Тем не менее считается[кем?], что последний признак она до своей смерти никогда не демонстрировала публично, а по прибытии в Лондон была одета в плотно облегающую одежду[уточнить].
В Англии 1810 года, где за три года до этого, в 1807 году, был принят закон, запрещающий работорговлю, это в скором времени вызвало скандал. Аболиционистское общество «Африканская ассоциация» ходатайствовала о её освобождении. 24 ноября 1810 года прокурор Суда королевской скамьи «дал ей право свободно говорить о том, выставлялась ли она на публику с её собственного согласия». В подтверждение того, что это было не так, были даны два показания в суде. Первое — от господина Баллока из Ливерпульского музея, который показал, что Баартман была доставлена в Великобританию лицами, говорившими о ней так, будто она их собственность, и второе — от секретаря Африканской ассоциации, который описал на суде унижающие достоинство условия её выставления на публику и то, что это делалось по принуждению. Баартман была допрошена на суде на голландском языке, который она хорошо понимала, и она показала, что выставлялась без какого-либо принуждения и с пониманием того, что получит от показов часть прибыли. Однако правдивость этих показаний была сомнительной, поскольку они прямо противоречили словам Закари Маколея из Африканской ассоциации и других свидетелей. На самом же деле она практически ничего не получала от показов, её нередко показывали в клетке, как дикое животное, и заставляли танцевать для тюремщиков. 1 декабря 1811 года Саарти Бартман была крещена в соборе Манчестера.
Баартман в итоге не была освобождена (суд признал, что у неё был контракт с Данлопом), а после почти четырёх лет пребывания в Лондоне продана французу Рео, дрессировщику животных, и перевезена им во Францию, где в том же виде выставлялась в Париже и в течение 15 месяцев жила в значительно более суровых условиях, нежели в Англии. В Париже её посещали учёные, в том числе Жорж Кювье, который в то время руководил зверинцем при Национальном музее естественной истории. В Саду растений она была «персонажем» нескольких «научных картин» и изучалась в марте 1815 года. После того как у парижской публики пропал интерес к платным осмотрам Саарти как «новинки», она пристрастилась к алкоголю и стала зарабатывать на существование проституцией. Именно во время своего не столь долгого пребывания во Франции она стала персонажем множества карикатур и даже комических постановок.
29 декабря 1815 года Саарти Баартман умерла от неизвестного воспалительного заболевания, предположительно — от оспы, но, возможно, это был сифилис или пневмония.

## После смерти
Тело после смерти подверглось сначала вскрытию в 1816 году, которое производил Анри Бленвиль, а затем расчленению и изучалось в том числе Жоржем Кювье, оставившим о ней записки в «мемуарах Музея естественной истории» в 1817 году, где, в частности, говорил о её прекрасной памяти и свободном владении голландским языком. Её скелет, мозг и половые органы (которые были извлечены Кювье) были выставлены в заспиртованном виде в парижском Музее человека, где оставались доступными для публики вплоть до 1974 года, когда были убраны из экспозиции, скелет же выставлялся публично в течение ещё двух лет. В XIX веке её останки демонстрировались во время лекций по антропологии в качестве «доказательства» того, насколько негры близки к человекообразным обезьянам (в частности, к орангутанам).
Отдельные требования о возвращении её останков на родину стали появляться ещё в 1940-е годы. В 1994 году после победы на выборах в ЮАР Африканского национального конгресса президент Нельсон Мандела официально попросил французское правительство вернуть её останки на родину. После долгих пререканий и обсуждений во французском парламенте 6 марта 2002 года Франция дала своё согласие. Останки Саарти Баартман были возвращены в ЮАР 6 мая 2002 года, где 9 августа 2002 года они были захоронены на холме у города Хэнки, более чем через 200 лет после её рождения. Около её могилы находится большая памятная доска со строками стихотворения о ней, написанного Дианой Феррус.
В современной ЮАР сразу ряд объектов назван в её честь. Драматичной судьбе Саарти Баартман посвящён художественный фильм французского режиссёра Абделатифа Кешиша «Чёрная Венера» (2010).